# Palais de l'Industrie
Il Palais de l'Industrie era un edificio eretto per l'Esposizione universale del 1855 e collocato sull'Avenue des Champs-Élysées a Parigi.
Il palazzo è opera dell'architetto Jean-Marie-Victor Viel e dell'ingegnere Alexis Barrault. Nel 1881, ospitò la prima Esposizione Internazionale dell'Elettricità, mentre nel 1896 fu demolito per far posto al Petit Palais e al Grand Palais, due padiglioni realizzati per l'Esposizione universale di Parigi del 1900. Dal 1857 fino all'anno della sua demolizione, invece, fu utilizzato inoltre per ospitare diversi Salon, tra cui quello dei rifiutati.

## Storia

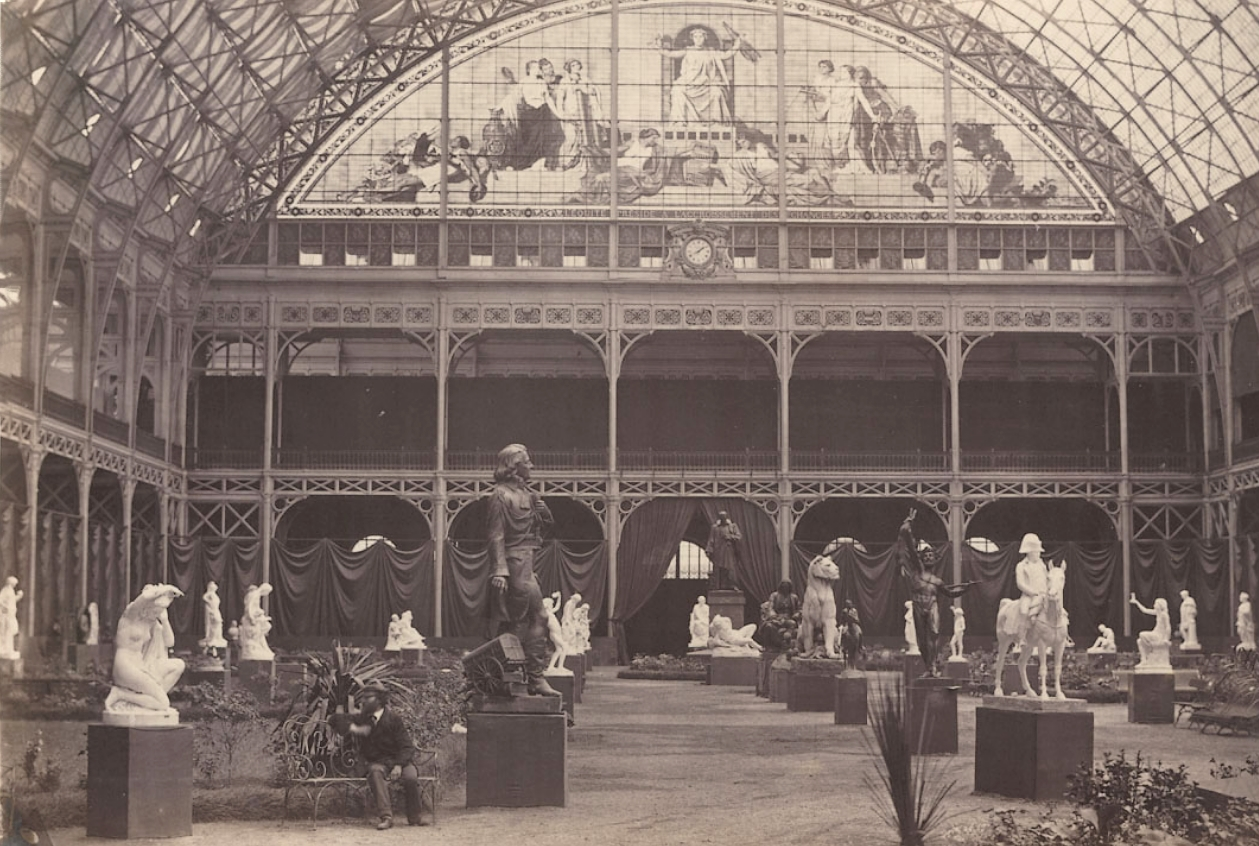
Presentazione di alcune sculture a un Salon del 1864, si notino sullo sfondo le vetrate realizzate da Laurent-Charles Marlèchal.

Il palazzo fu commissionato da Napoleone III, il quale voleva costruire un padiglione che ospitasse le più importanti esposizioni organizzate a Parigi e che fosse la controparte francese del Crystal Palace britannico. L'edificio, progettato dall'architetto Jean-Marie-Victor Viel e dall'ingegnere Alexis Barrault fu costruito tramite pietre provenienti dalle prestigiose cave di Nanterre, Arcueil, Ivry e Vitry.
Il padiglione, oltre ad essere utilizzato per diverse cerimonie di premiazione, ospitò la sede delle Esposizioni universali del 1855, 1878 e 1889. Quella del 1855 fu difatti la prima Esposizione universale ad essere mai organizzata in Francia e Napoleone III stesso volle occuparsi dei preparativi. Nel 1851, infatti, il principe consorte britannico Alberto aveva organizzato la prima Esposizione universale in assoluto a Londra e, quattro anni dopo, il neoimperatore francese propose Parigi come città ospitante per quella successiva, rispondendo così al successo dell'evento inglese. Il 15 maggio 1855, Napoleone III inaugurò ufficialmente, con l'inizio dell'esposizione, l'edificio stesso, che nei sette mesi dell'evento accolse ben cinque milioni di visitatori. A differenze del Crystal Palace, tuttavia, il Palais de l'Industrie non fu concepito per essere un padiglione temporaneo, ma bensì per essere parte integrante del nuovo panorama urbano parigino.

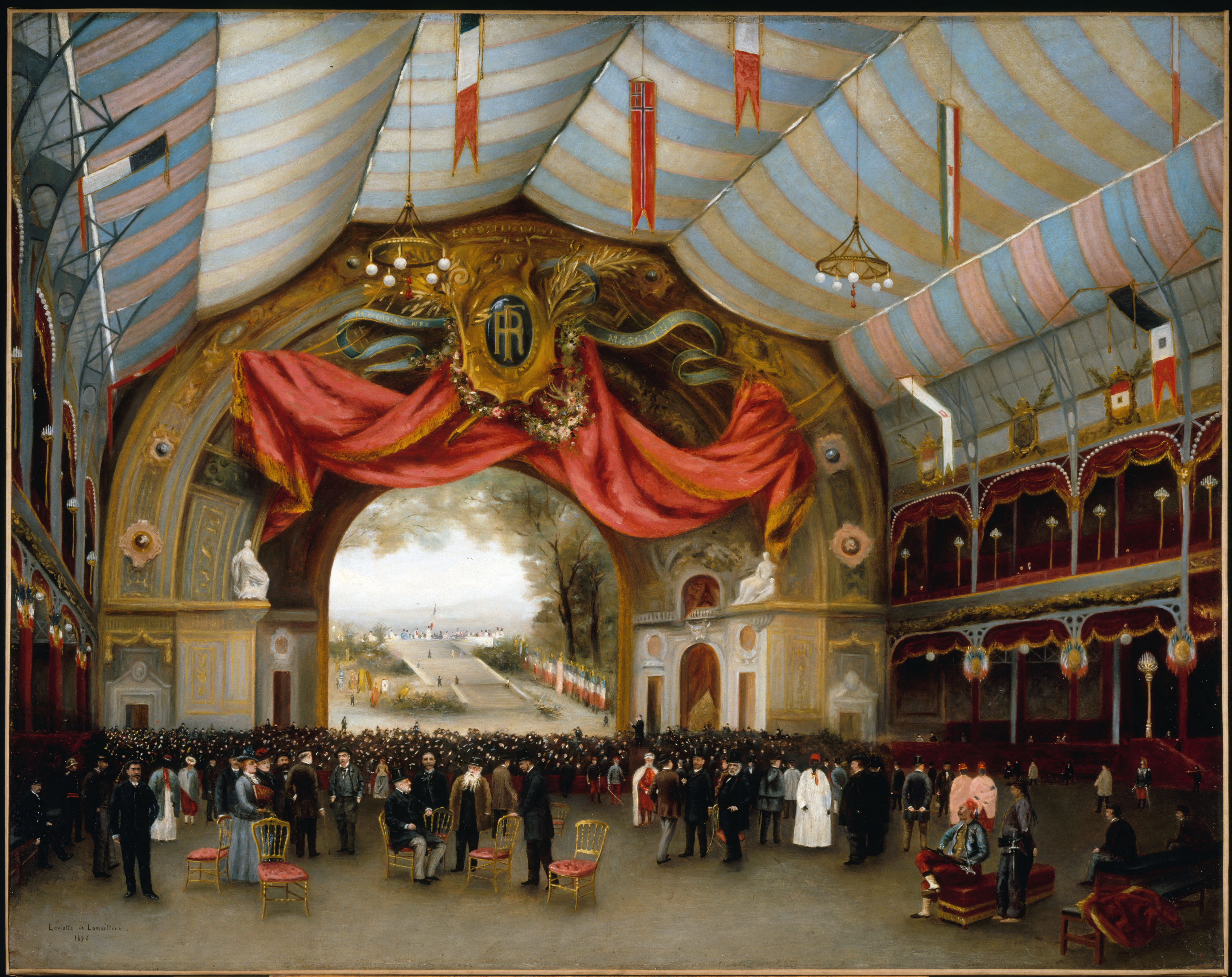
Dipinto di Lavialle de Lameillère che ritrae una festa celebrata al Palais de l'Industrie il 19 settembre 1889.

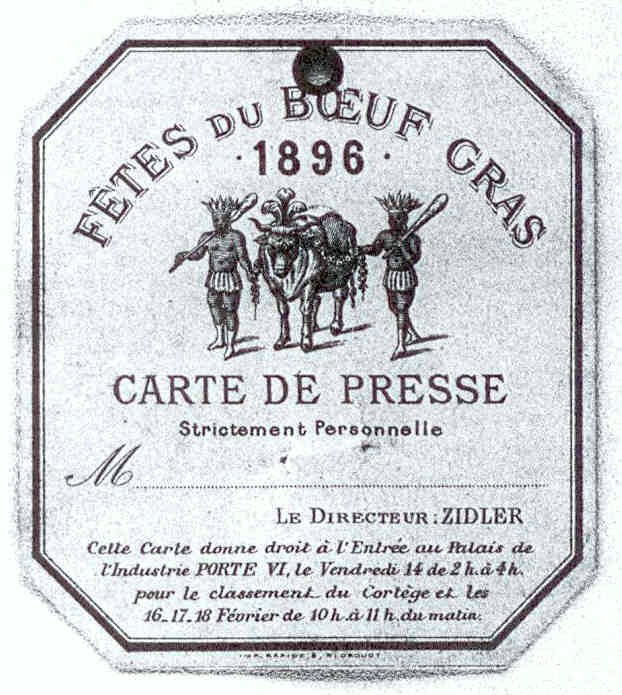
Un biglietto d'ingresso al Palais de l'Industrie per partecipare al Promenade du Bœuf Gra del 1896.

A partire dal 1857, l'edificio ospitò anche mostre orticole, spettacoli equestri e cerimonie pubbliche, mentre dal mese di maggio a quello d'ottobre del 1862, vi fu esposta la copiosa collezione dell'italiano Giampietro Campana. Dal 1863, su ordine dello stesso Napoleone III, il Palais de l'Industrie divenne la sede del Salon des Refusés, un'esposizione all'interno della quale venivano presentati al grande pubblico tutti quei dipinti che erano stati scartati dalla rigida giuria dei Salon ufficiali. Difatti, fu proprio in quell'anno che Édouard Manet espose nel Palais de l'Industrie le sue due opere più conosciute, Colazione sull'erba e l'Olympia Nel 1881, l'edificio ospitò la prima Esposizione Internazionale dell'Elettricità, un evento famoso per le numerose invenzioni in ambito elettrico. All'interno del Palais de l'Industrie, il grande pubblico poté ammirare per la prima volta invenzioni come la lampada a incandescenza, il magnete e il parafulmine.
Tra gli ultimi eventi ospitati all'interno del Palais de l'Industrie, vi furono una mostra organizzata nel luglio 1894 dal Ministero delle belle arti (predecessore dell'attuale Ministero della cultura) dedicata alla storia del libro luglio del 1894, e la sfilata carnevalesca Promenade du Bœuf Gras, il cui punto di partenza, dal 17 al 19 febbraio 1896 fu proprio l'edificio.
Al fine di allestire uno spazio ancora più imponente per l'Esposizione universale del 1900, il governo della Terza Repubblica decise, nel 1896, di abbattere il Palais de l'Industrie, costruendo al suo posto due padiglioni denominati Petit Palais e al Grand Palais. Tale scelta non fu soltanto urbanistica, ma anche politica. Infatti, al fine di contrapporsi alle scelte architettoniche di Napoleone III, i due nuove edifici collegavano l'Hôtel des Invalides al Palazzo dell'Eliseo attraverso il Ponte Alessandro III, dando così luogo a una prospettiva urbanistica definita “asse repubblicano”.
Il metallo e le pietre con cui il Palais de l'Industrie venne costruito furono impiegate invece per l'edificazione della chiesa di Notre-Dame-du-Travail, un edificio di culto in stile ecclettico innalzato sempre a Parigi.

## Descrizione

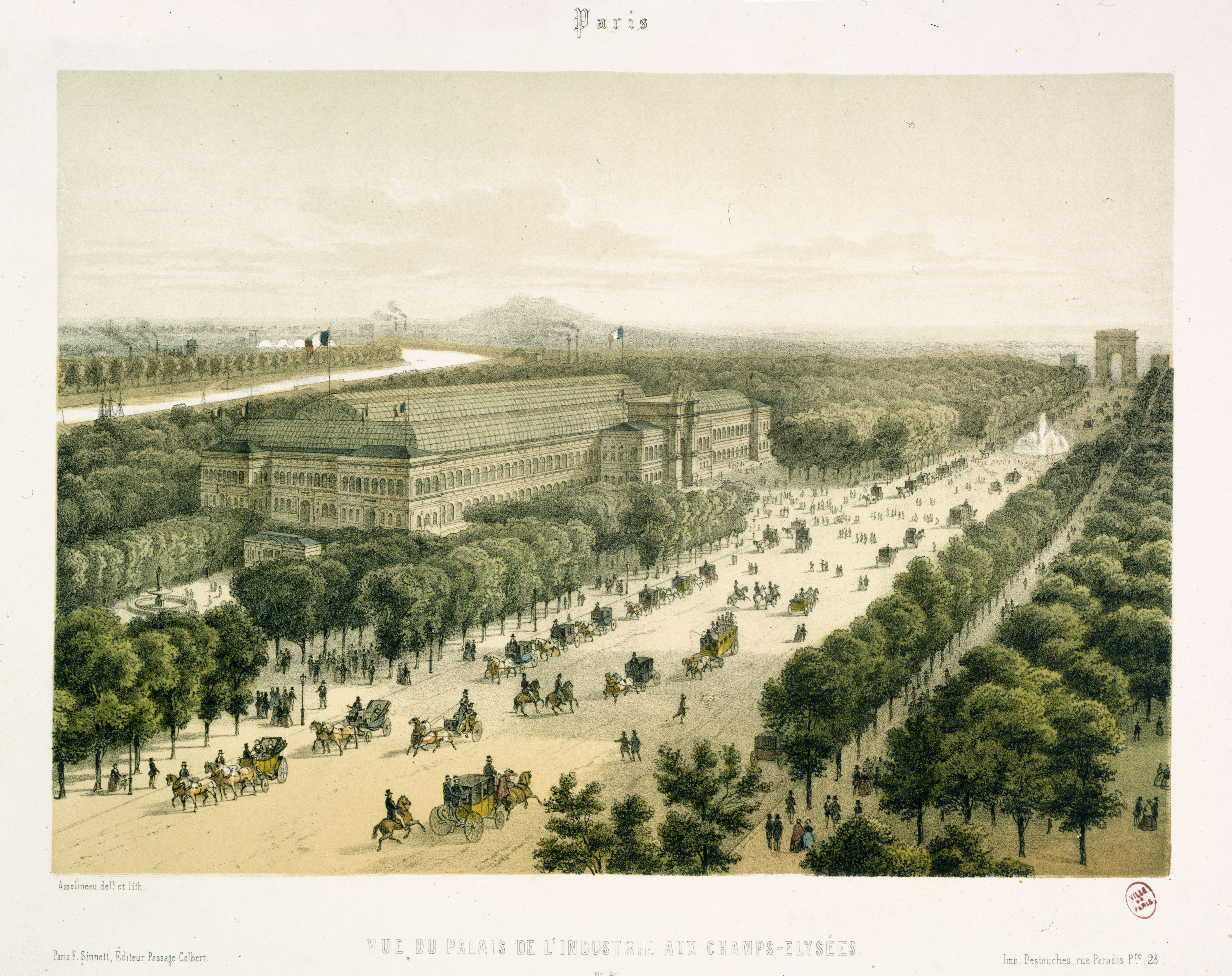
Il Palais de l'Industrie visto dall'Aveneu des Champs-Elysées.

Costruito lungo l'Avenue des Champs-Élysées, il Palais de l'Industrie occupava una porzione della città di Parigi che lo stesso comune aveva donato allo stato francese nel 1852 in occasione dell'Esposizione universale. L'edificio è un chiaro esempio dell'architettura del ferro e del vetro, tipica della seconda metà del XIX secolo, mentre la facciata in pietra presenta un chiaro stile eclettico ottocentesco, il quale fornisce alla struttura un aspetto monumentale.

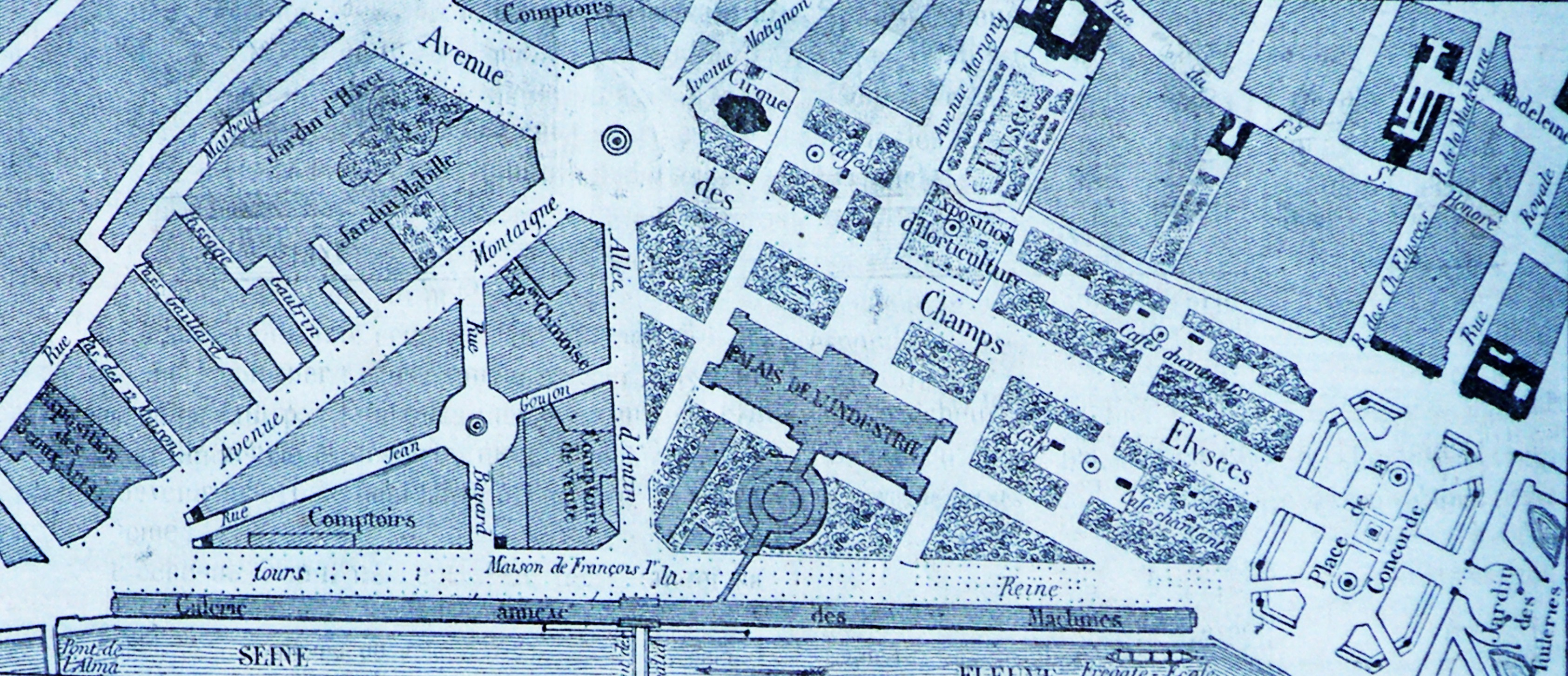
Il Palais de l'Industrie su una mappa dei luoghi dell'Esposizione universale del 1855.

La facciata, in effetti, era lunga 208,4 metri, decorata con un enorme portico costruito in modo che la sua forma richiamasse un arco di trionfo, dal quale si accedeva a una navata centrale. Il paramento in pietra, inoltre, che era diviso in due arcate semicircolari, presentava quattro imponenti padiglioni angolari. Nel complesso, il Palais de l'Industrie aveva una larghezza di 47 metri, una profondità 108, un'altezza di 35 e possedeva in totale 408 finestre. La cornice superiore era decorata con un gruppo scultoreo realizzato da Élias Robert, il quale rappresentava un'allegoria della Francia che, circondata dai simboli imperiali e da un cartiglio raffigurante un'aquila sorretta da degli infanti, incorona l'arte e l'industria. Oggi, il gruppo scultoreo è conservato ed esposto presso il Parco di Saint-Cloud.

## Galleria d'immagini

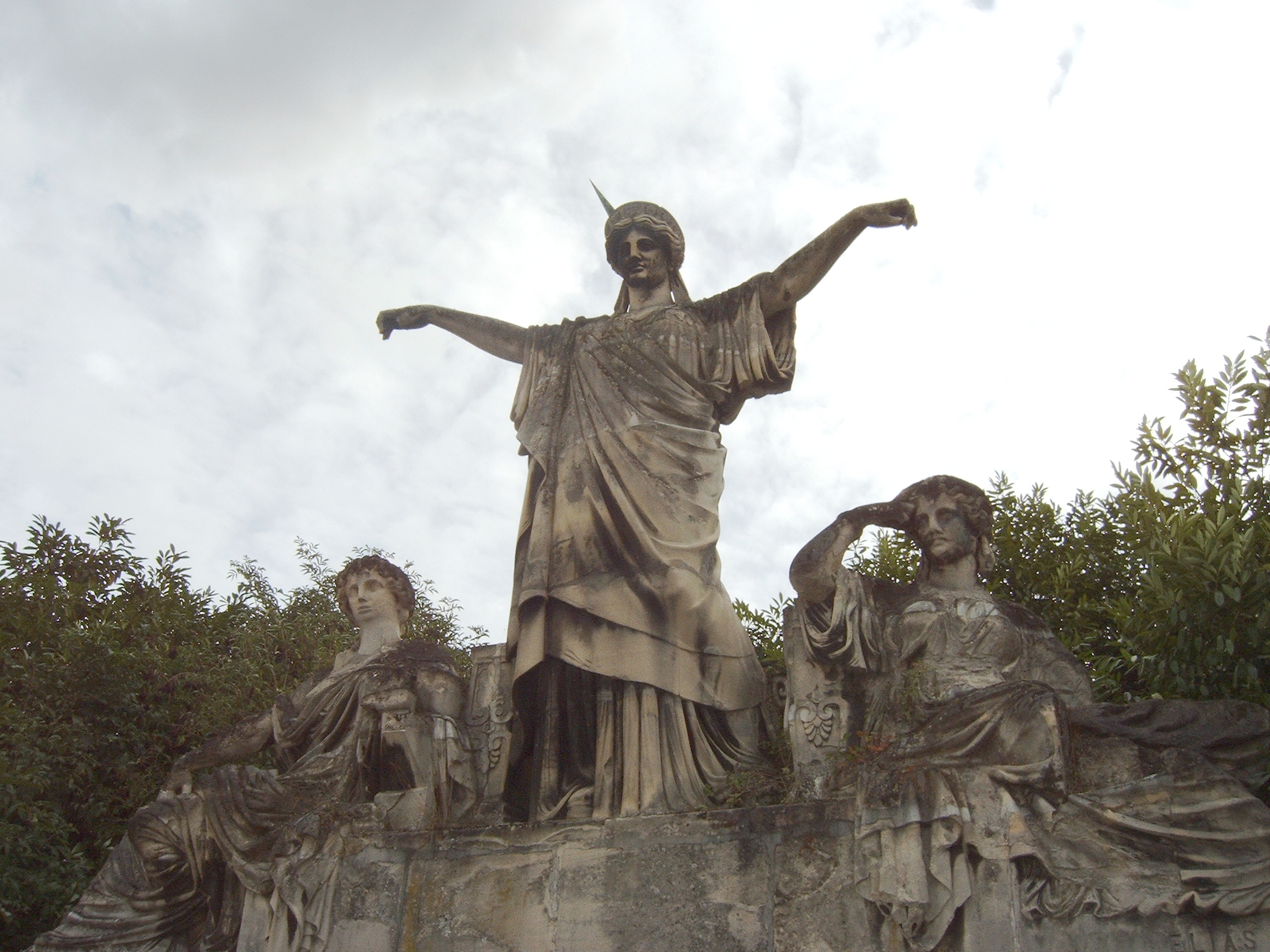
Il gruppo scultoreo realizzato da Élias Robert e oggi esposto presso il Parco di Saint-Cloud.
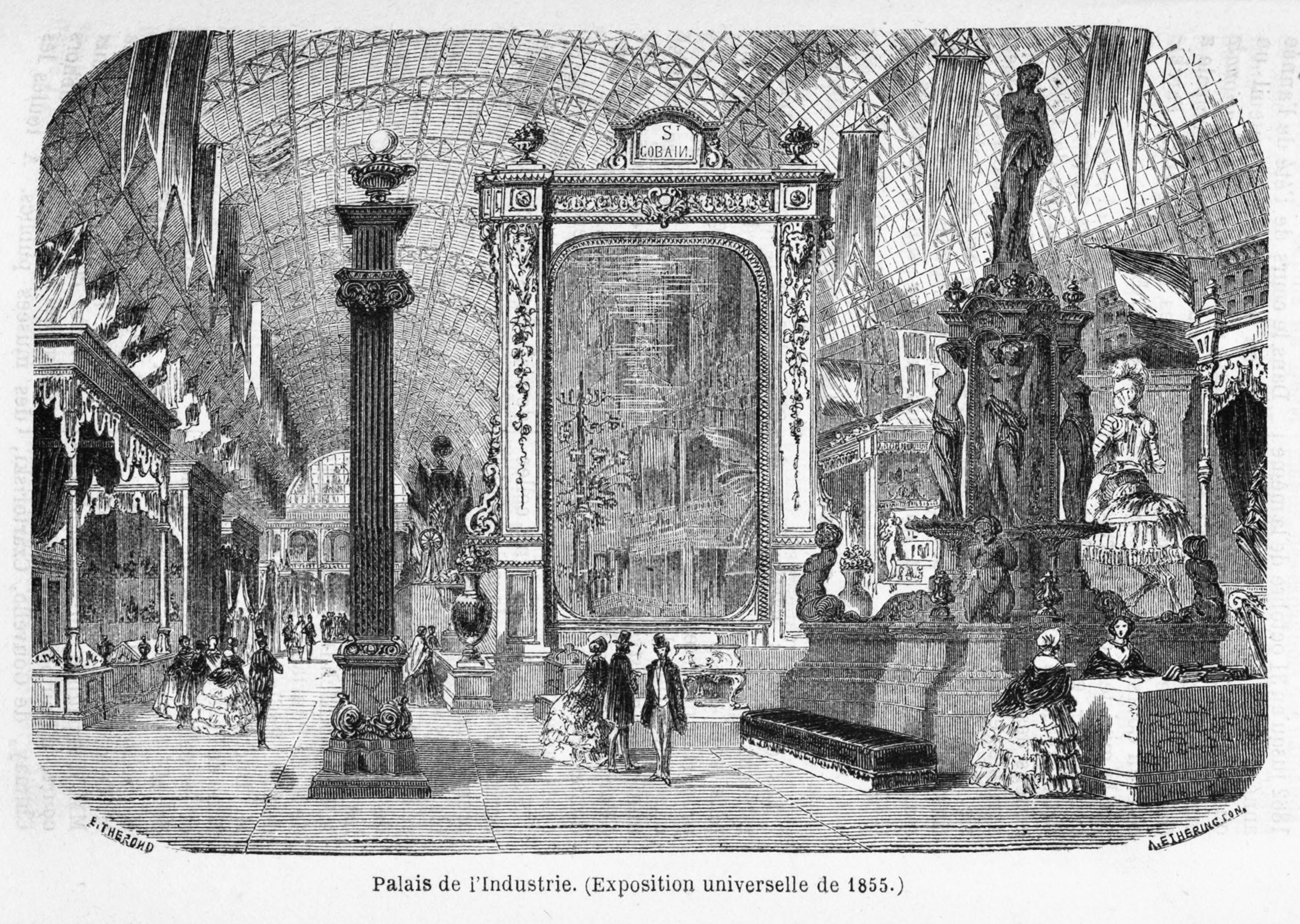
Incisione che rappresenta l'interno dell'edificio durante l'Esposizione universale del 1855.
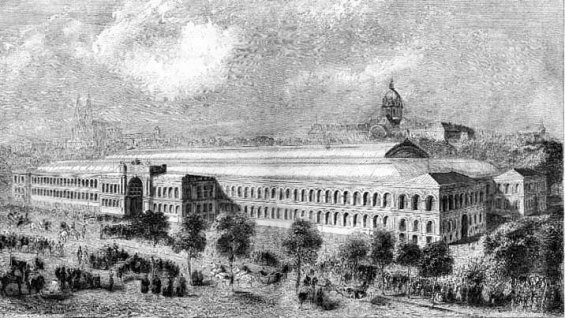
Il Palais de l'Industrie in un'incisione.
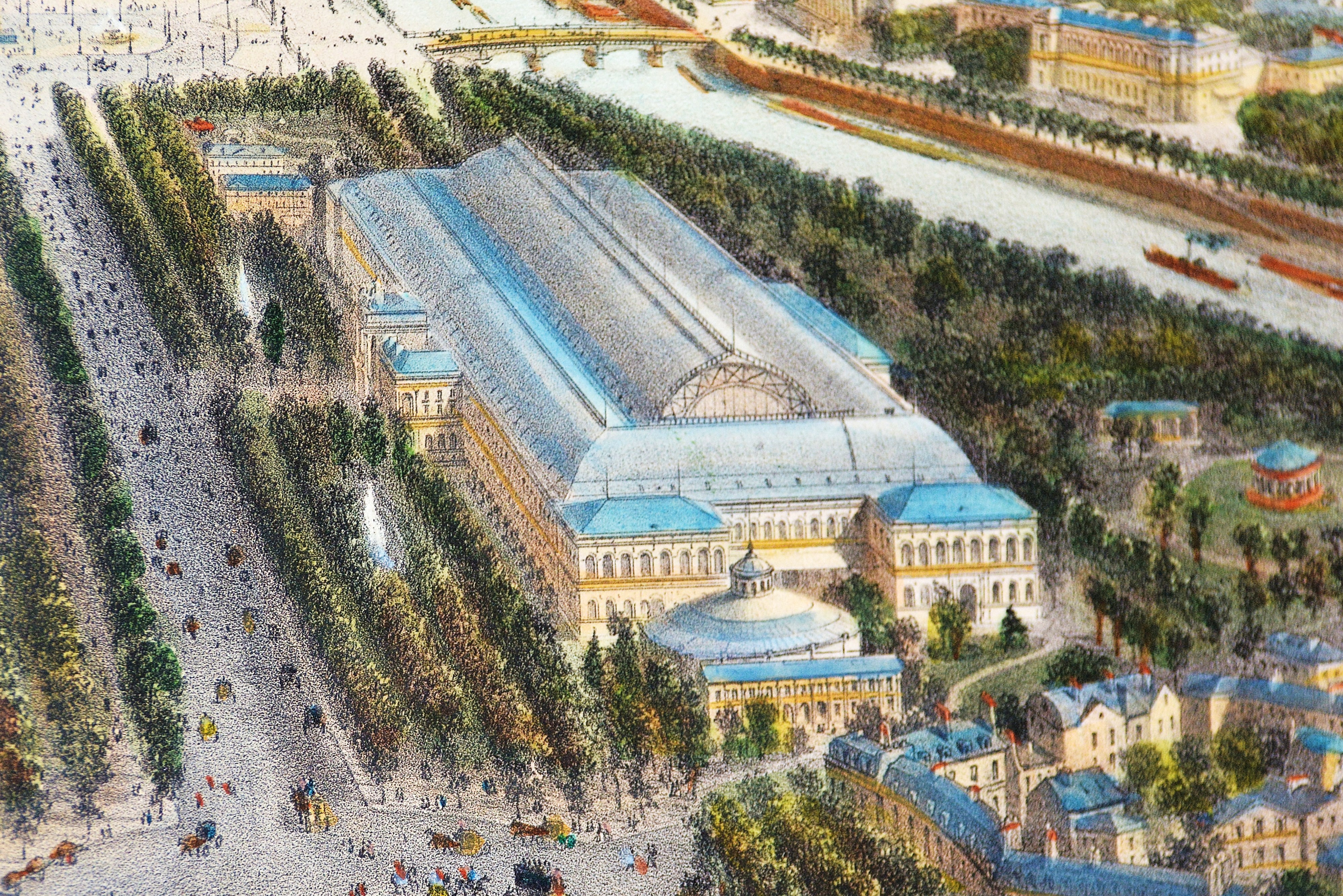
Il Palais de l'Industrie nel 1860.
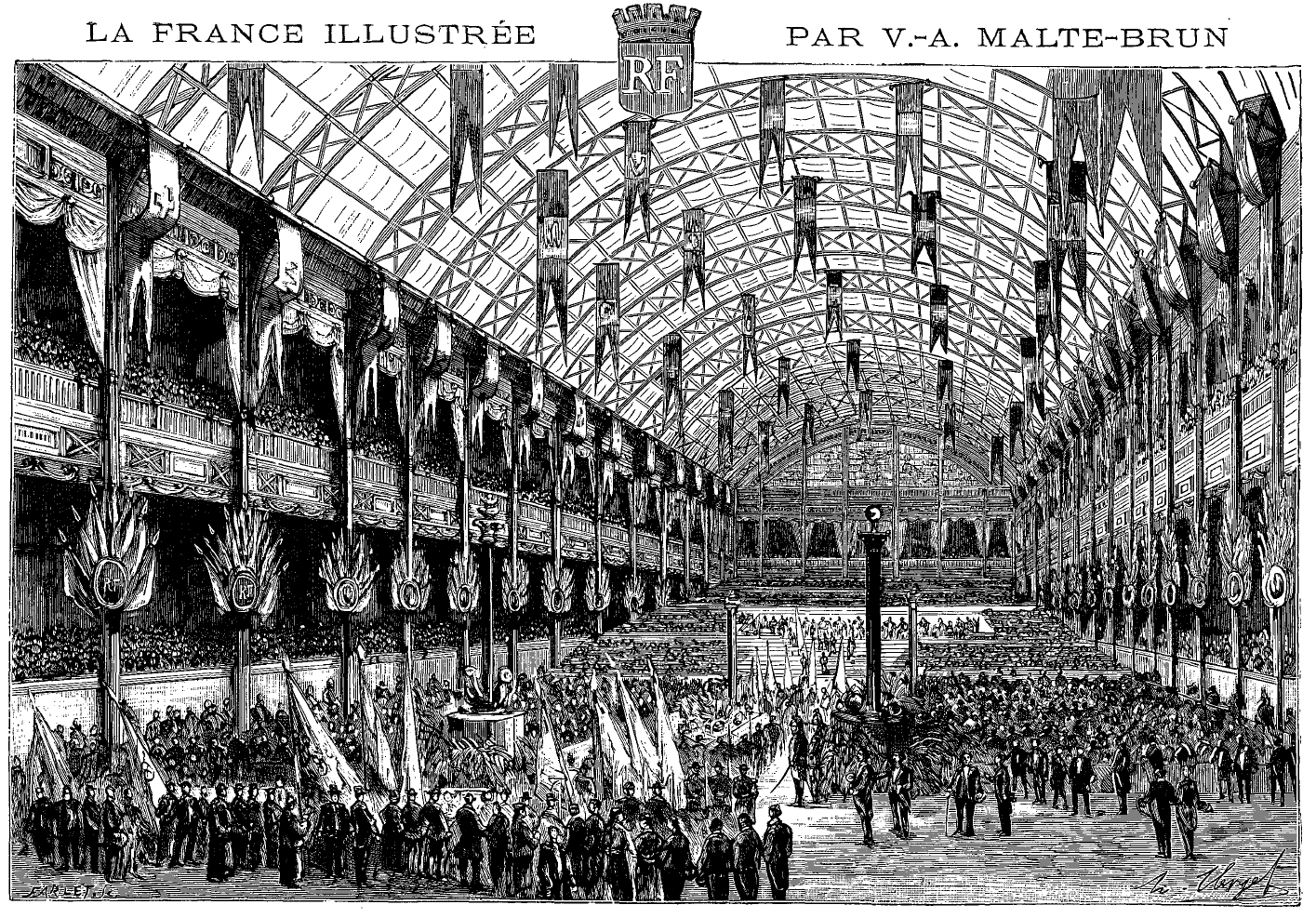
L'edificio durante l'Esposizione del 1878
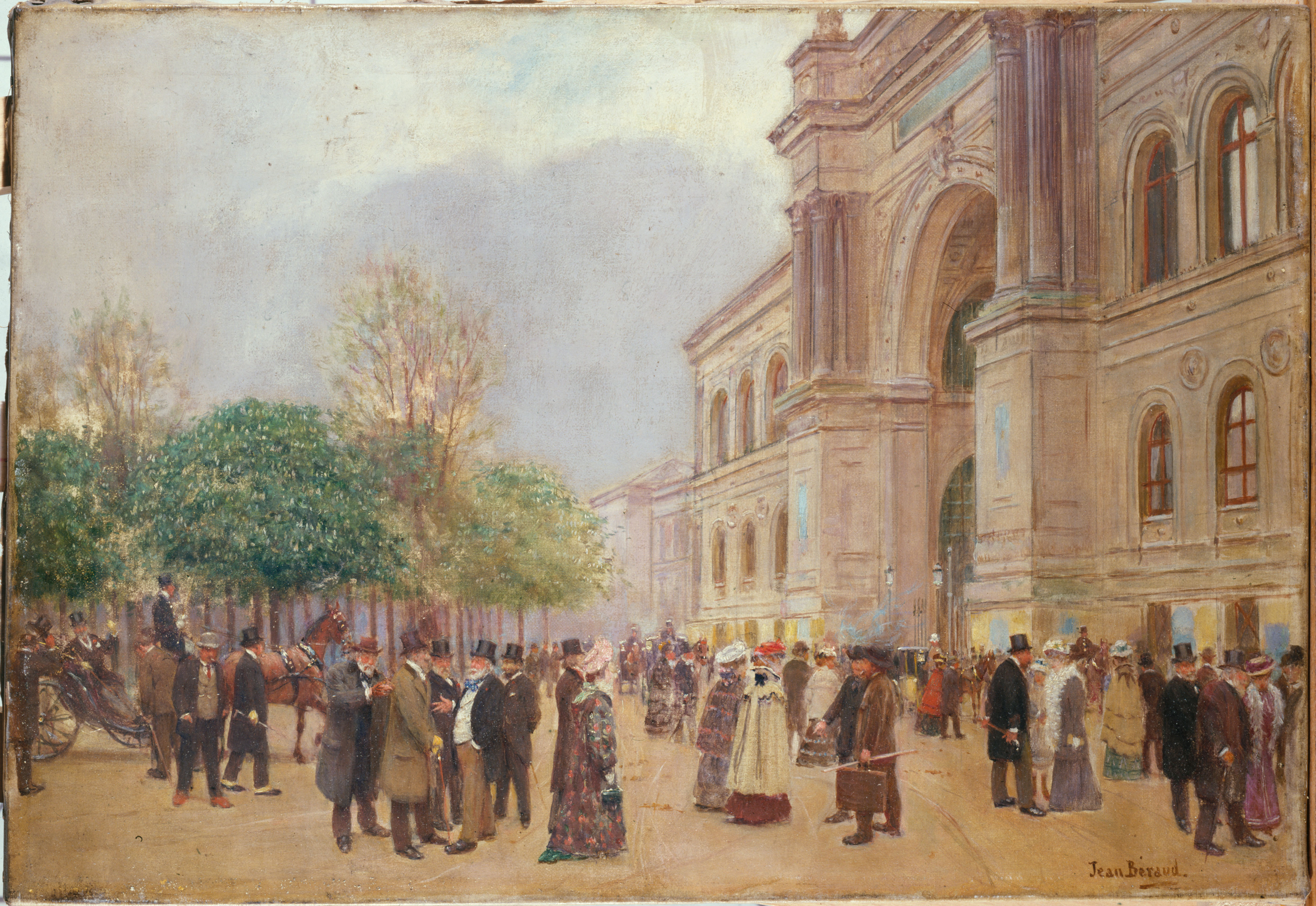
Jean Béraud, La sortie du salon au Palais de l'Industrie, 1890
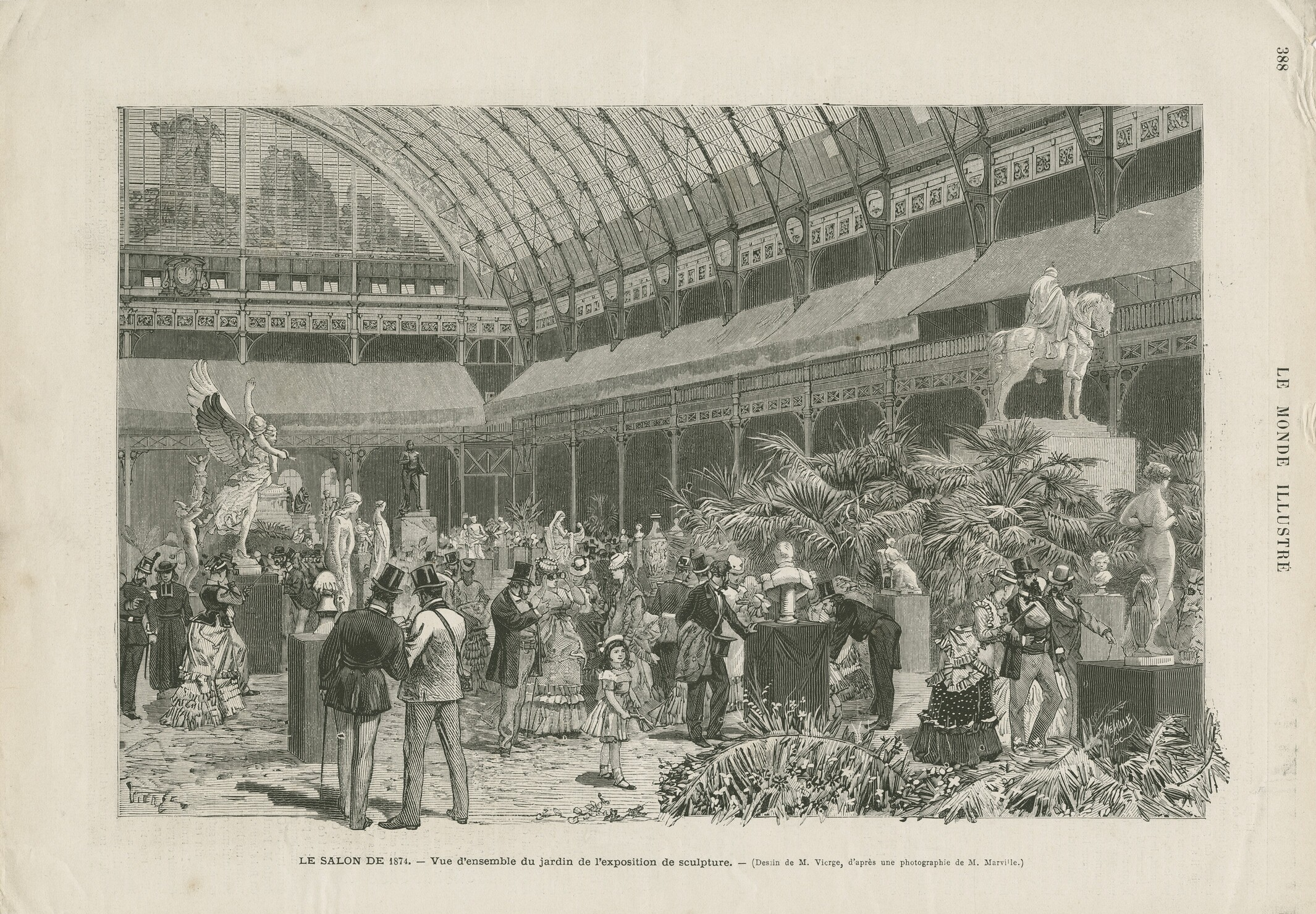
Daniel Vierge, Salon de 1874 au Palais de l'Industrie par Daniel Vierge, 1874
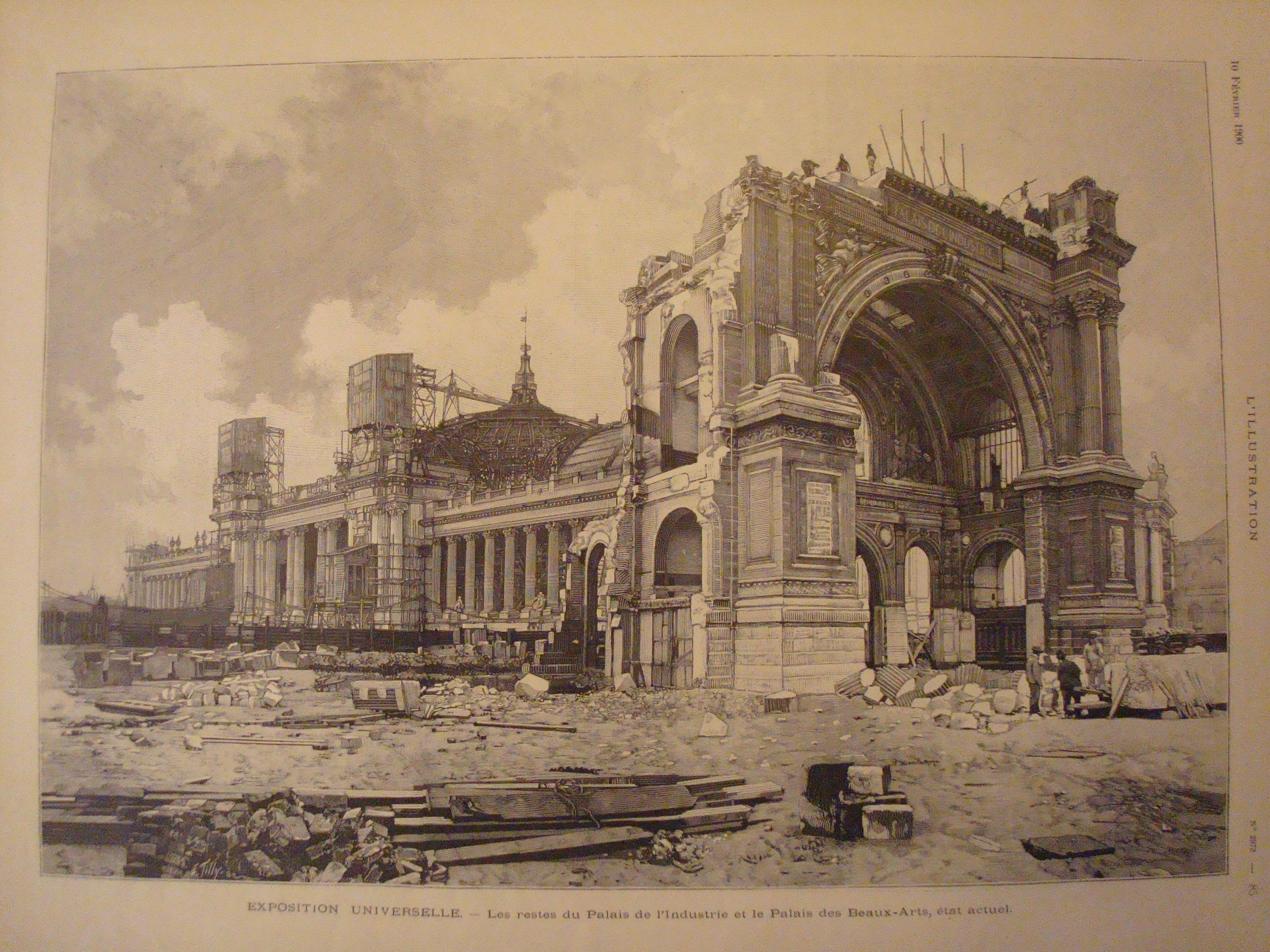
Immagine della demolizione del Palais de l'Industrie tratta da L'Illustration